# Christoph Kolumbus – Das Rätsel
Christoph Kolumbus – Das Rätsel (Originaltitel portugiesisch Cristóvão Colombo – O Enigma) ist ein Film des portugiesischen Regisseurs Manoel de Oliveira aus dem Jahr 2007.

## Handlung
Manuel Luciano folgt als Arzt seinem Vater und seinen Brüdern in die Vereinigten Staaten, wo er in seiner Freizeit den Spuren der portugiesischen Entdeckungsreisen nachgeht. Seine Hochzeitsreise führt ihn auch an das Kap von Sagres, Ausgangspunkt jener Entdeckungsfahrten. In den folgenden Jahren besucht das Paar immer weitere Stationen, die die Theorie untermauern, Christoph Kolumbus sei Portugiese gewesen. Sie besuchen u. a. auch Cuba, eine portugiesische Kleinstadt im Alentejo, wo Kolumbus geboren sein soll, und nach der er die von ihm entdeckte Insel in der Karibik benannt haben soll. Am Ende besuchen sie die Insel Porto Santo (bei Madeira), auf der Kolumbus gelebt hat.

## Rezeption

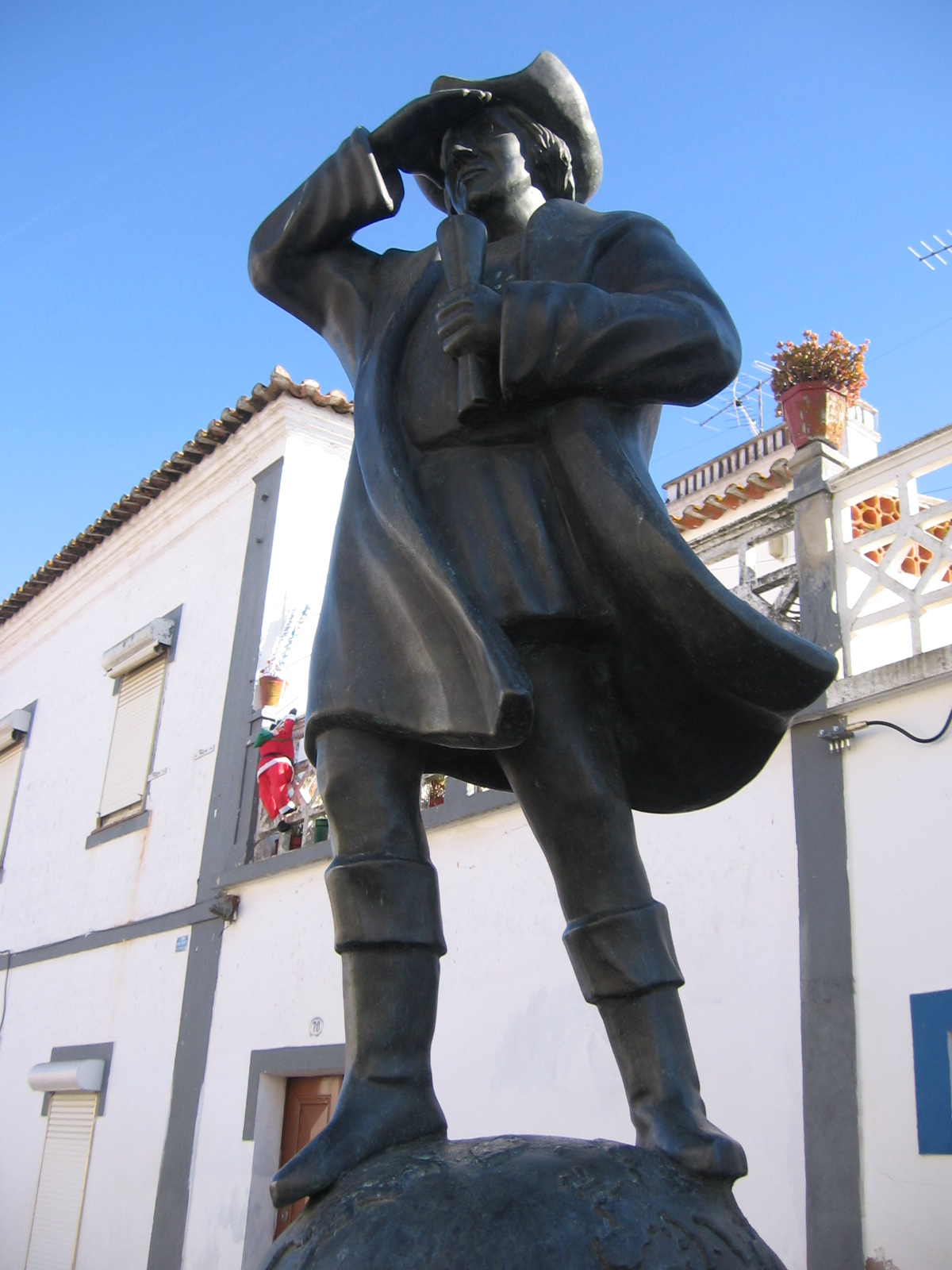
Kolumbus-Statue im portugiesischen Ort Cuba

Der Film ist zum einen eine Liebeserklärung Oliveiras an seine Frau, an die Geschichte Portugals, und an die Kultur und Menschheitsgeschichte und ihre weltumspannenden Verwebungen. Zum anderen ist er auch die Verfilmung des Buches von Manuel Luciano da Silva und seiner Frau (Cristovão Colon (Colombo) era Português‚ Christoph Colon (Kolumbus) war Portugiese, 2006). Dort wird die Theorie dargelegt, Kolumbus habe zu Lebzeiten Colon geheissen und sei erst durch Geschichtsfälschung Kolumbus genannt worden. Er sei in der Kleinstadt Cuba, im Alentejo geboren, als unehelicher Sohn aus der Königsfamilie. Eine Reihe sowohl stichhaltiger Belege als auch hypothetischer Herleitungen werden dabei angegeben, die in der Verfilmung gezeigt oder dargestellt werden.

„Dieser Film ist weder wissenschaftlich noch historisch, noch ist er seinem Wesen nach autobiografisch. Er stellt vielmehr eine Art romantisierte Fiktion dar, die die Erinnerung an die großartige Leistung der seefahrerischen Entdeckungen wachruft. In diesem Film wird die Neuigkeit präsentiert, dass Christoph Kolumbus tatsächlich portugiesischer Herkunft war, geboren in der kleinen Stadt Cuba im Alentejo. Aus diesem Grund hatte Kolumbus die größte von ihm entdeckte Antilleninsel nach seinem Geburtsort Cuba benannt.“

Die Kritik lobte die Präzision und den Blick für das Detail, aber auch die im Film mitschwingende melancholische Stimmung und den leisen Humor.
Der Film hatte am 6. September 2007 bei den 64. Internationalen Filmfestspielen von Venedig Premiere, außerhalb des Wettbewerbes. In Cuba, wo der Film am 10. Januar 2008 seine kommerzielle Kino-Premiere feierte, wurde er mit besonderem Interesse aufgenommen.